# Liste der Singles in den Billboard-Charts (1940)
Die Liste der Singles in den Billboard-Charts (1940) ist eine vollständige Liste der Chartsongs, die sich mit Beginn der offiziellen Billboard-Singlewertung vom 27. Juli im Kalenderjahr 1940 platzieren konnten.
Bei der Aufstellung ist zu beachten, dass sich in den Billboard-Charts A- und B-Seite eines Tonträgers auch einzeln platzieren konnten; in diesem Fall werden sie in dieser Liste entsprechend separat aufgeführt. Die Angaben zur Anzahl der Wochen sowie der Bestplatzierung entsprechen dem Zeitrahmen des jeweiligen Kalenderjahres und bilden somit nur eine Teilstatistik ab. In diesem Jahr platzierten sich insgesamt 43 Songs.
Neben den populären Bigbands waren Solisten wie Bing Crosby diejenigen Stars, die alle wichtigen Medienformate der Zeit, Filme, Radio und Musikaufnahmen beherrschten. Weitere beliebte Sänger waren die Vokalensembles wie die Andrew Sisters und die Ink Spots. Bandleader wie die Dorsey Brothers haben oft dazu beigetragen, die Karriere von Sängern zu starten, die als Solokünstler populär wurden, wie Frank Sinatra, der in dieser Zeit als Sänger berühmt wurde.

## Statistik
| Label    | Anzahl Titel | Interpreten |
| -------- | ------------ | --- |
| Bluebird | 16           | Mitchell Ayres, Charlie Barnet, Bob Chester, Ray Eberle, Erskine Hawkins, Jack Lathrop, Mary Ann McCall, Mary Ann Mercer, Al Stuart                                                                                                   |
| Columbia | 5            | Harry Babbitt, Will Bradley, Kay Kyser, Sully Mason, Ray McKinley, Ginny Simms, Freddie Slack |
| Decca    | 13           | The Andrews Sisters, Bing Crosby, Bob Crosby, Jimmy Dorsey, Judy Garland, Sara Horn, The Ink Spots, Bonnie King, Dick McIntire, Helen O’Connell, Jan Savitt, Vic Schoen, Bobby Sherwood, John Scott Trotter, George "Bon Bon" Tunnell |
| Victor   | 9            | Tommy Dorsey, The Pied Pipers, Leo Reisman, Artie Shaw, Frank Sinatra, Kate Smith, Allan Storr |

## Ersteinstiege
27.07.-02.08.

1 Tommy Dorsey & his Orchestra, Vocal Refrain by Frank Sinatra & The Pied Pipers - I'll Never Smile Again (Jamás reiré otra vez)

2 Jimmy Dorsey & his Orchestra, Vocal Chorus by Bob Eberly - The Breeze And I (Adapted by Toots Camarata From "Andalucía")

3 Glenn Miller & his Orchestra, Vocal Refrain by Ray Eberle - Imagination

4 Kay Kyser & his Orchestra, Vocal Chorus by Sully Mason & his Playmates - Playmates

5 Glenn Miller & his Orchestra, Vocal Refrain by Ray Eberle - Fools Rush In (Where Angels Fear to Tread)

6 Charlie Barnet & his Orchestra, Vocal Refrain by Mary Ann McCall - Where Was I? (From the Warner Bros. Film 'Til We Meet Again)

7 Glenn Miller & his Orchestra - Pennsylvania 6-5000

8 Tommy Dorsey & his Orchestra, Vocal Refrain by Frank Sinatra - Imagination

9 Bing Crosby with John Scott Trotter & his Orchestra - Sierra Sue

10 Mitchell Ayres & his Fashions in Music, Vocal Refrain by Mary Ann Mercer - Make-Believe Island

03.08.-09.08.

6 Glenn Miller & his Orchestra, Vocal Refrain by Ray Eberle - The Nearness of You

7 The Ink Spots, Vocal with Instrumental Accompaniment - When the Swallows Come Back to Capistrano

8 Jan Savitt & his Orchestra, Vocal Chorus by George "Bon Bon" Tunnell - Make-Believe Island

10 Artie Shaw & his Orchestra - Frenesi

10.08.-16.08.

7 Judy Garland with Bobby Sherwood & his Orchestra - I'm Nobody's Baby (From MGM Picture "Andy Hardy Meets Debutante")

10 Glenn Miller & his Orchestra, Vocal Refrain by Ray Eberle	- Blueberry Hill

17.08.-23.08.

4 Jimmy Dorsey & his Orchestra, Vocal Chorus by Helen O’Connell - Six Lessons from Madame La Zonga

8 Kate Smith with Mixed Chorus & Orchestra - God Bless America

31.08.-06.09.

10 Glenn Miller & his Orchestra, Vocal Refrain by Ray Eberle - When the Swallows Come Back to Capistrano

07.09.-13.09.

8 The Ink Spots, Vocal with Instrumental Accompaniment - Maybe

14.09.-20.09.

10 Erskine Hawkins (The Twentieth Century Gabriel) & his Orchestra - Dolimite

21.09.-27.09.

9 Bing Crosby with Dick McIntire & his Harmony Hawaiians - Trade Winds

10 Tommy Dorsey & his Orchestra, Vocal Refrain by Frank Sinatra - Trade Winds (Vientos alisios)

28.09.-04.10.

5 Bing Crosby with John Scott Trotter & his Orchestra - Only Forever (From Paramount Picture "Rhythm on the River")

9 Will Bradley & his Orchestra feat. Ray McKinley & Freddie Slack - Beat Me Daddy (Eight to the Bar)

05.10.-11.10.

9 Glenn Miller & his Orchestra, Vocal Refrain by Jack Lathrop - Crosstown

10 The Ink Spots, Vocal with Instrumental Accompaniment - Whispering Grass (Don't Tell the Trees)

12.10.-18.10.

6 Bob Chester & his Orchestra, Vocal Refrain by Al Stuart - Practice Makes Perfect

9 The Ink Spots, Vocal with Instrumental Accompaniment - We Three (My Echo, My Shadow and Me)

26.10.-01.11.

7 Tommy Dorsey & his Orchestra, Vocal Refrain by Allan Storr - Only Forever (Solo para siempre) (From the Paramount Film "Rhythm on the River")

10 Charlie Barnet & his Orchestra - Pompton Turnpike

02.11.-08.11.

10 Kay Kyser & his Orchestra, Vocal Chorus by Ginny, Harry, Jack & Max - Ferry-Boat Serenade

09.11.-15.11.

8 Tommy Dorsey & his Orchestra, Vocal Refrain by Frank Sinatra - Our Love Affair

9 Glenn Miller & his Orchestra, Vocal Refrain by Ray Eberle - Our Love Affair (From The MGM-Film "Strike Up the Band")

10 Glenn Miller & his Orchestra, Vocal Refrain by Ray Eberle - The Call of the Canyon

23.11.-29.11.

10 Leo Reisman & his Orchestra, Vocal Refrain by Sara Horn - Down Argentina Way (Allá en la Argentina) (From the 20th Century-Fox Film "Down Argentine Way")

30.11.-06.12.

6 Tommy Dorsey & his Orchestra with Frank Sinatra - We Three (My Echo, My Shadow and Me)

10 Glenn Miller & his Orchestra, Vocal Refrain by Ray Eberle - A Handful of Stars (From the MGM-Film "Hullabaloo")

07.12.-13.12.

8 Will Bradley & his Orchestra feat. Ray McKinley - Scrub Me, Mama, With a Boogie Beat

9 The Andrews Sisters with Vic Schoen & his Orchestra - Ferryboat Serenade (La piccinina)

14.12.-20.12.

6 Bob Crosby & his Orchestra, Vocal Chorus by Bonnie King - Down Argentina Way (From 20th Century-Fox Picture "Down Argentine Way")

21.12.-27.12.

5 Glenn Miller & his Orchestra, Vocal Refrain by Ray Eberle - A Nightingale Sang in Berkeley Square (From the London Musical Success "New Faces")
10 Will Bradley Trio, Vocal Chorus by Ray McKinley and Will Bradley - Down the Road a Piece

## Tabelle
| Interpret                                                                      | Titel Autor(en) | Charteinstieg | Höchst- platzierung | Wochen | Labelnummer       | Bemerkungen |
| ------------------------------------------------------------------------------ | --- | ------------- | ------------------- | ------ | ----------------- | --- |
| The Andrews Sisters with Vic Schoen & his Orchestra                            | Ferryboat Serenade (La piccinina) Eldo di Lazzaro, Mario Panzeri, Harold Adamson                                        | 07.12.1940    | 8                   | 2      | Decca 3328        | Die Andrews Sisters waren mit dem Song neun Wochen auf Platz eins der amerikanischen Jukebox-Charts. Populär waren in dieser Zeit auch die Versionen des Songs von Kay Kyser, Gray Gordon, Frankie Masters und Leo Reisman.                                                                           |
| Mitchell Ayres & his Fashions in Music, Vocal Refrain by Mary Ann Mercer       | Make-Believe Island Nick Kenny, Charles Kenny, Will Grosz                                                               | 27.07.1940    | 10                  | 1      | Bluebird B-10 687 | Der Bandleader Mitchell Ayres galt mit Make-Believe Island als das weltweit erste One-Hit-Wonder. |
| Charlie Barnet & his Orchestra                                                 | Pompton Turnpike Will Osborne, Dick Rogers                                                                              | 26.10.1940    | 3                   | 6      | Bluebird B-10 825 | Arrangeur des Titels war Billy May. Ein Teil von dessen Arrangement wurde jedoch nie auf Platte aufgenommen, denn die Musikboxen der Zeit konnten den Schluss der Blechbläser nicht angemessen wiedergeben, so dass Victor Records bei der Aufnahme das Finale einfach wegließ.                       |
| Charlie Barnet & his Orchestra, Vocal Refrain by Mary Ann McCall               | Where Was I? (From the Warner Bros. Film ’Til We Meet Again) Al Dubin, W. Franke Harling                                | 27.07.1940    | 6                   | 1      | Bluebird B-10 669 | Where Was I? war der erste und einzige Nummer-eins-Hit des Bandleaders. Auch Sammy Kaye und Jan Savitt waren mit dem Filmsong erfolgreich in den US-Charts. |
| Will Bradley & his Orchestra feat. Ray McKinley                                | Scrub Me, Mama, With a Boogie Beat Don Raye                                                                             | 07.12.1940    | 6                   | 3      | Columbia 35 743   | Der Song ist eine Boogie-Version des irischen Volkslieds Irish Washerwoman / Scotch Bagpipe Melody aus dem Jahr 1792. Auch die Andrews Sisters waren mit dem Song erfolgreich in den Charts. |
| Will Bradley & his Orchestra feat. Ray McKinley & Freddie Slack                | Beat Me Daddy (Eight to the Bar) Don Raye, Hughie Prince, Eleanor Sheehy                                                | 28.09.1940    | 2                   | 13     | Columbia 35 530   | Beat Me Daddy, später irrtümlich vom Jazzhistoriker Gunther Schuller als ein „dümmlicher Novelty Song“ klassifiziert, war der in den Charts erfolgreichste Boogie-Woogie-Hit, ein Bestseller für Will Bradley, The Andrews Sisters und Glenn Miller.                                                  |
| Bob Chester & his Orchestra, Vocal Refrain by Al Stuart                        | Practice Makes Perfect Don Roberts, Ernest Gold                                                                         | 12.10.1940    | 6                   | 6      | Bluebird B-10 838 | Practice Makes Perfect war im Oktober 1940 für mehrere Wochen der Nummer-eins-Hit bei Your Hit Parade. Neben dem Bob Chester Orchestra war auch Al Kavelin (mit dem Bandvokalisten Bill Darnel) mit dem Song erfolgreich.                                                                             |
| Bing Crosby with John Scott Trotter & his Orchestra                            | Only Forever (From Paramount Picture Rhythm on the River) James V. Monaco, Johnny Burke                                 | 28.09.1940    | 1                   | 13     | Decca 3300        | Das Lied stammt aus der Paramount-Produktion Rhythm on the River (Regie: Victor Schertzinger). In der abweichenden Filmversion singt Bing Crosby Only Forever zu seiner Filmpartnerin Mary Martin, am Ende des Songs singen die beiden im Duett.                                                      |
| Bing Crosby with John Scott Trotter & his Orchestra                            | Sierra Sue Joseph B. Carey                                                                                              | 27.07.1940    | 3                   | 10     | Decca 3133        | Joseph Buell Carey schrieb Sierra Sue bereits 1916; für Bing Crosbys Version wurde der Songtext 1940 von Elliott Shapiro überarbeitet. Auch Glenn Miller machte den Song in dieser Zeit populär. |
| Bing Crosby with Dick McIntire & his Harmony Hawaiians                         | Trade Winds Cliff Friend, Charles Tobias                                                                                | 21.09.1940    | 2                   | 14     | Decca 3299        | |
| Bob Crosby & his Orchestra, Vocal Chorus by Bonnie King                        | Down Argentina Way (From 20th Century-Fox Picture Down Argentine Way) Harry Warren, Mack Gordon, Carlos Albert          | 14.12.1940    | 6                   | 1      | Decca 3404        | Diese Version des Stückes stammt aus der 20th-Century-Fox-Produktion Galopp ins Glück. |
| Jimmy Dorsey & his Orchestra, Vocal Chorus by Bob Eberly                       | The Breeze and I (Adapted by Toots Camarata from Andalucía) Al Stillman, Ernesto Lecuona                                | 27.07.1940    | 2                   | 9      | Decca 3150        | Es handelt sich um eine englischsprachige Version des Stückes Andalucía aus der gleichnamigen Klaviersuite von Ernesto Lecuona aus dem Jahr 1928. |
| Jimmy Dorsey & his Orchestra, Vocal Chorus by Helen O’Connell                  | Six Lessons from Madame La Zonga Charles Newman, James V. Monaco                                                        | 17.08.1940    | 4                   | 3      | Decca 3152        | Der witzige, aber auch zweideutige Text veranlasste 1940 einige Radio-Discjockeys, den Titel nicht zu spielen. Der Songinhalt diente als Vorlage für die Universal-Produktion Six Lessons from Madame La Zonga aus dem Jahr 1941.                                                                     |
| Tommy Dorsey & his Orchestra, Vocal Refrain by Frank Sinatra                   | Imagination Jimmy Van Heusen, Johnny Burke                                                                              | 27.07.1940    | 8                   | 1      | Victor 26 581     | Das Songwriterteam Burke/Van Heusen schrieb Imagination exklusiv für Frank Sinatra, der den Song 1962 erneut einspielte, nachdem er Reprise Records erworben hatte. Der Song wurde in dieser Zeit auch von Glenn Miller, Ella Fitzgerald, Harry Reser, Ted Straeter und Roger Wolfe Kahn eingespielt. |
| Tommy Dorsey & his Orchestra, Vocal Refrain by Frank Sinatra                   | Our Love Affair (From The MGM-Film Strike Up The Band) Arthur Freed, Roger Edens                                        | 09.11.1940    | 5                   | 3      | Victor 26 736     | Diese Version des Stückes stammt aus der MGM-Produktion Heiße Rhythmen in Chicago. |
| Tommy Dorsey & his Orchestra, Vocal Refrain by Frank Sinatra                   | Trade Winds (Vientos alisios) Cliff Friend, Charles Tobias                                                              | 21.09.1940    | 10                  | 4      | Victor 26 666     | B-Seite der Single Only Forever (Solo para siempre) (From the Paramount Film Rhythm on the River). Mit diesem Song waren Sinatra und Bing Crosby direkte Konkurrenten, denn nur diese beiden wurden damit in den Charts notiert. Er war einer der erfolgreichsten Titel des Jahres 1940.              |
| Tommy Dorsey & his Orchestra, Vocal Refrain by Frank Sinatra                   | We Three (My Echo, My Shadow and Me) (Nosotros tres) Dick Robertson, Nelson Cogane, Sammy Mysels                        | 30.11.1940    | 6                   | 3      | Victor 26 747     | Auch die Ink Spots waren 1940 mit dem Song erfolgreich in den US-Charts. |
| Tommy Dorsey & his Orchestra, Vocal Refrain by Frank Sinatra & The Pied Pipers | I’ll Never Smile Again (Jamás reiré otra vez) Ruth Lowe                                                                 | 27.07.1940    | 1                   | 15     | Victor 26 628     | Erst Dorseys Aufnahme mit Frank Sinatra und den Pied Pipers brachte den Titel an die Spitze der US-Charts, bis dann im August Glenn Millers Version nachzog. |
| Tommy Dorsey & his Orchestra, Vocal Refrain by Allan Storr                     | Only Forever (Solo para siempre) (From the Paramount Film Rhythm on the River) Johnny Burke, James V. Monaco            | 30.11.1940    | 7                   | 3      | Victor 26 666     | Der Filmsong war 1940 in der Fassung von Bing Crosby (der auch in dem Film auftrat) ein Nummer-eins-Hit. Auch Eddy Duchin war mit seiner Fassung im November 1940 in den Charts vertreten. |
| Judy Garland with Bobby Sherwood & his Orchestra                               | I’m Nobody’s Baby (From MGM Picture Andy Hardy Meets Debutante) Benny Davis, Milton Ager, Lester Santly                 | 10.08.1940    | 3                   | 10     | Decca 3174        | Neben I’m Nobody’s Baby sang Judy Garland in dem Film Andy Hardy Meets Debutante (Regie: George B. Seitz) zwei weitere Songs; All I Do Is Dream of You (der allerdings vor dem Erscheinen entfernt wurde) und Buds Won’t Bud.                                                                         |
| Erskine Hawkins & his Orchestra                                                | Dolimite William Johnson                                                                                                | 14.09.1940    | 10                  | 1      | Bluebird B-10 812 | Lediglich Erskine Hawkins kam mit diesem Song in die US-Charts. Zu den Solisten gehört der Saxophonist Paul Bascomb; Arrangeur des Titels ist William Johnson (Tenorsaxophon) |
| The Ink Spots, Vocal with Instrumental Accompaniment                           | Maybe Allan Flynn, Frank Madden                                                                                         | 07.09.1940    | 2                   | 14     | Decca 3258        | Mit dem romantischen Song stand das Vokalensemble drei Wochen an der Spitze von Your Hit Parade. Neben den Ink Spots wurde Maybe in den 1940er-Jahren auch erfolgreich von Bobby Byrne gecovert. Später nahmen ihn Perry Como und Eddie Fisher auf.                                                   |
| The Ink Spots, Vocal with Instrumental Accompaniment                           | We Three (My Echo, My Shadow and Me) Dick Robertson, Nelson Cogane, Sammy Mysels                                        | 12.10.1940    | 3                   | 11     | Decca 3379        | |
| The Ink Spots, Vocal with Instrumental Accompaniment                           | When the Swallows Come Back to Capistrano Leon René                                                                     | 03.08.1940    | 4                   | 11     | Decca 3195        | Das afroamerikanische Vokalensemble The Ink Spots war mit Songs wie When the Swallows Come Back to Capistrano bei der weißen Bevölkerung der USA akzeptiert. |
| The Ink Spots, Vocal with Instrumental Accompaniment                           | Whispering Grass (Don’t Tell the Trees) Fred Fisher, Doris Fisher                                                       | 05.10.1940    | 10                  | 1      | Decca 3258        | Der Folksong war der letzte gemeinsame Erfolgstitel des Songwriters Fred Fisher mit seiner Tochter Doris. Auch Erskine Hawkins war mit dem Titel 1940 in den Top 20. |
| Kay Kyser & his Orchestra, Vocal by Ginny, Harry, Jack & Max                   | Ferry-Boat Serenade Harold Adamson, Eldo di Lazzaro                                                                     | 02.11.1940    | 7                   | 3      | Columbia 35 627   | Zu den Bandvokalisten gehörten Harry Babbitt und Ginny Simms. |
| Kay Kyser & his Orchestra, Vocal Chorus by Sully Mason & His Playmates         | Playmates Saxie Dowell                                                                                                  | 27.07.1940    | 4                   | 1      | Columbia 35 375   | |
| Glenn Miller & his Orchestra                                                   | Pennsylvania 6-5000 Carl Sigman, Jerry Gray                                                                             | 27.07.1940    | 5                   | 6      | Bluebird B-10 754 | Das Besondere an Pennsylvania 6-5000 ist, dass die Band den Titel singt, der damals den ganzen Text darstellte. Erst später kam ein vollständiger Text hinzu, den die Andrews Sisters und die Mills Brothers aufnahmen. Obwohl kein Nummer-eins-Hit, wurde er für Miller ein Millionenerfolg.         |
| Glenn Miller & his Orchestra, Vocal Refrain by Jack Lathrop                    | Crosstown James Cavanaugh, John Redmond, Nat Simon                                                                      | 05.10.1940    | 9                   | 1      | Bluebird B-10 832 | Crosstown war ein Hit für Glenn Miller and his Orchestra (Bluebird) und für Guy Lombardo and his Royal Canadians (Decca). Auf der B-Seite der 78er war What’s Your Story Morning Glory. |
| Glenn Miller & his Orchestra, Vocal Refrain by Ray Eberle                      | A Handful of Stars (From the MGM-Film Hullabaloo) Jack Lawrence, Ted Shapiro                                            | 30.11.1940    | 10                  | 1      | Bluebird B-10 893 | In Glenn Millers A Handful of Stars war Tex Beneke Solist am Tenorsaxophon. |
| Glenn Miller & his Orchestra, Vocal Refrain by Ray Eberle                      | A Nightingale Sang in Berkeley Square (From the London Musical Success New Faces) Eric Maschwitz, Manning Sherwin       | 21.12.1940    | 5                   | 1      | Bluebird B-10 931 | Neben Glenn Miller waren in den USA auch Bing Crosby, Ray Noble, Guy Lombardo und Sammy Kaye mit dem Song erfolgreich. |
| Glenn Miller & his Orchestra, Vocal Refrain by Ray Eberle                      | Blueberry Hill Al Lewis, Larry Stock, Vincent Rose                                                                      | 10.08.1940    | 2                   | 14     | Bluebird B-10 768 | Blueberry Hill war 1941 nicht nur ein Hit für Glenn Miller; auch Gene Autry sang das Lied in The Singing Hill. Später wurde der Song in der Fassung von Fats Domino ein Klassiker. |
| Glenn Miller & his Orchestra, Vocal Refrain by Ray Eberle                      | Fools Rush In (Where Angels Fear to Tread) Johnny Mercer, Rube Bloom                                                    | 27.07.1940    | 3                   | 7      | Bluebird B-10 728 | Fools Rush In basierte auf einer Komposition von Rube Bloom mit dem Titel Shangri-La. Der Song war 1940 auch in den Versionen von Tommy Dorsey und Tony Martin erfolgreich in den Charts. |
| Glenn Miller & his Orchestra, Vocal Refrain by Ray Eberle                      | Imagination Jimmy Van Heusen, Johnny Burke                                                                              | 27.07.1940    | 8                   | 1      | Bluebird B-10 622 | Der Burke/Van Heusen-Song wurde zunächst von Fred Warings Pennsylvanians vorgestellt, doch erst die Aufnahmen von Glenn Miller/Ray Eberle sowie von Tommy Dorsey/Frank Sinatra machten den Song landesweit populär.                                                                                   |
| Glenn Miller & his Orchestra, Vocal Refrain by Ray Eberle                      | Our Love Affair (From the MGM-Film Strike Up the Band) Arthur Freed, Roger Edens                                        | 09.11.1940    | 8                   | 2      | Bluebird B-10 845 | Diese Version des Stückes stammt aus der MGM-Produktion Heiße Rhythmen in Chicago; B-Seite von The Call of the Canyon. |
| Glenn Miller & his Orchestra, Vocal Refrain by Ray Eberle                      | The Call of the Canyon Billy Hill                                                                                       | 09.11.1940    | 10                  | 1      | Bluebird B-10 845 | Den Song präsentierte Gene Autry in dem Western-Musikfilm Melody Ranch (1940, Regie Joseph Santley), in dem er auch die Hauptrolle spielte. Neben Glenn Miller war auch das Tommy Dorsey Orchestra mit dem Song erfolgreich.                                                                          |
| Glenn Miller & his Orchestra, Vocal Refrain by Ray Eberle                      | The Nearness of You Ned Washington, Hoagy Carmichael                                                                    | 03.08.1940    | 5                   | 8      | Bluebird B-10 745 | Millers Version des Hoagy-Charmichael-Songs von 1937 war die einzige Hit-Notierung des Lieds, das in dieser Zeit auch Conne Boswell, Chick Bullock, Larry Clinton und Harry James einspielten. |
| Glenn Miller & his Orchestra, Vocal Refrain by Ray Eberle                      | When the Swallows Come Back to Capistrano Leon René                                                                     | 31.08.1940    | 10                  | 1      | Bluebird B-10 776 | When the Swallows Come Back to Capistrano war einer der erfolgreichsten Songs der Weltkriegsära und wurde mehrere Male eingespielt, zuerst 1940 von den Ink Spots, Guy Lombardo und von Gene Autry. Am erfolgreichsten war allerdings Glenn Millers Version.                                          |
| Leo Reisman & his Orchestra, Vocal Refrain by Sara Horn                        | Down Argentina Way (Allá en la Argentina) (From The 20th Century-Fox Film Down Argentine Way) Mack Gordon, Harry Warren | 23.11.1940    | 7                   | 2      | Victor 26 765     | Diese Version des Stückes stammt aus der 20th-Century-Fox-Produktion Galopp ins Glück. |
| Jan Savitt & his Orchestra, Vocal Chorus by George "Bon Bon" Tunnell           | Make-Believe Island Will Grosz, Nick Kenny, Charles Kenny                                                               | 03.08.1940    | 8                   | 1      | Decca 3188        | Der Titel war 1940 in vier weiteren Versionen in den US-Charts, außerdem von Mitchell Ayres, Dick Todd, Dick Jurgens und Sammy Kaye. |
| Artie Shaw & his Orchestra                                                     | Frenesi Alberto Domínguez                                                                                               | 03.08.1940    | 1                   | 5      | Victor 26 542     | |
| Kate Smith with Mixed Chorus & Orchestra                                       | God Bless America Irving Berlin                                                                                         | 17.08.1940    | 5                   | 3      | Victor 26 198     | Der patriotische Song God Bless America, den Irving Berlin 1938 überarbeitet hatte, war die Erkennungsmelodie von Kate Smiths erfolgreicher Rundfunkshow The Kate Smith Hour. |
| Will Bradley Trio feat. Ray McKinley                                           | Down the Road a Piece Don Raye                                                                                          | 21.12.1940    | 10                  | 1      | Columbia 35 707   | An dem Lied waren Freddie Slack (Piano) und Doc Goldberg (Bass) beteiligt. |